# Svend Studsgaard
Svend Erik Studsgaard (* 28. Januar 1947 in Frederikshavn; † 15. September 2022 in Sæby) war ein dänischer Ringer.

## Biografie
Svend Studsgaard begann im Alter von 15 Jahren mit dem Ringen. Er belegte bei den Olympischen Sommerspielen 1980 in der Klasse bis 100 kg im griechisch-römischen Stil den achten Platz. Die gleiche Platzierung erreichte er wenige Monate zuvor bei den Europameisterschaften in Prievidza.
Mit insgesamt 14 nationalen Titeln ist er dänischer Rekordmeister im Ringen.